# Dragotinci (Słowenia)
Dragotinci – wieś w Słowenii, w gminie Sveti Jurij ob Ščavnici. 1 stycznia 2017 liczyła 119 mieszkańców.